# Verner Detlov von Schwerin (1694–1762)
Verner Detlov von Schwerin af Spantekow, född 6 april 1694 i Anklams socken, Pommern, död 23 augusti 1762 i Skällviks församling, Östergötlands län, var en svensk militär.

## Biografi
Verner Detlov von Schwerin af Spantekow föddes 30 augusti 1694 på Aurose i Anklams socken, Pommern. Han var son till Verner Detlov von Schwerin. von Schwerin blev 9 maj 1710 musketerare vid Elbingska infanteriregementet, 1 juni 1710 sergeant och 1 december 1710 fältväbel. Han blev 9 maj 1711 fältväbel vid livgardet, 10 november 1701 fänrik, 21 november 1712 konfirmerad fullmakt, 3 januari 1716 löjtnant, 2 januari 1720 kapten och 1 juli 1731 kompanichef. von Schwerin blev svensk adelsman 2 december 1734 och adopterade på sin frändes kapen Otto Fredrik von Schwerin af Spantekow adelsnamn von Schwerin af Spantekow och nummer 1775. Han introducerades i Sveriges Riddarhus samma år. von Schwerins blev 29 oktober 1747 sekundmajor vid livgardet och utnämndes 7 november 1748 till RSO. Han blev premiärmajor 1 april 1751 och 12 maj 1757 överstelöjtnant vid Älvsborgs regemente. von Schwerins fick överstes avsked 29 april 1761 och avled 1762 på Stegeborgs södra ladugård i Skällvisk socken. Han begravdes 15 september samma år i Skällviks kyrka.

### Familj
von Schwerin gifte sig 3 mars 1743 med friherrinnan Maria Banér, dotter av översten Isak Banér och Marie Losquette. Maria Banér var änka efter generalmajoren Schering Rosenhane. von Schwerin  och Banér fick tillsammans barnen Ebba Maria von Schwerin (1743–1762) som var gift med majoren Henrik Rosenstierna, kammarherren Verner Detlov von Schwerin (1746–1810) (1746–1810) och Catharina von Schwerin (1746–1746).